# Jan Willem Cornelis Tellegen (1859-1921)
Jan Willem Cornelis Tellegen (Groningen, 31 mei 1859 – Amsterdam, 16 april 1921) was een bouwkundig ingenieur, die een belangrijke rol speelde bij de verbetering van de volkshuisvesting in Nederland. Aan het eind van zijn loopbaan was hij burgemeester van Amsterdam van 1915 tot zijn overlijden in 1921.

## Leven en werk

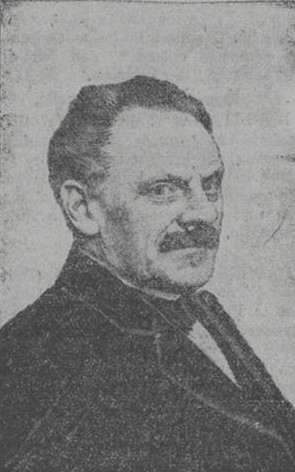
Jan Willem Cornelis Tellegen, nieuwe burgemeester. Haagsche Courant 1 maart 1915

Tellegen volgde vanaf 1876 de opleiding tot ingenieur aan de Polytechnische School te Delft waar hij in 1880 praktijkstage volgde bij Rijkswaterstaat aan het Apeldoorns Kanaal dat loopt van Dieren naar Hattem. In 1882 behaalde hij het diploma van Civiel ingenieur. Aanvankelijk begon hij in september 1882 vanuit Groningen als buitengewoon opzichter bij de aanleg van de spoorlijn Groningen - Delfzijl. In mei 1885 vervolgde hij zijn werkzaamheden vanuit Deventer als adjunct-ingenieur in dienst bij de Koninglijke Nederlandsche Locaalspoorweg-Maatschappij voor de aanleg van de spoorlijn Apeldoorn - Deventer en de bouw van de IJsselspoorbrug.
Hij was lid van de Vereeniging van Burgerlijke Ingenieurs (later genoemd Vereniging van Delftse Ingenieurs), lid van het hoofdbestuur van de Liberale Unie (1895-1901) tot de afsplitsing in 1901 van de Vrijzinnig-Democratische Bond, die wel voor algemeen kiesrecht was, waarvan hij ook bestuurslid werd.

### Arnhem
In 1887 kon hij gaan werken als hoofdopzichter bij Gemeentewerken in Arnhem. In dat jaar ontwierp hij de 'School XVII' in de Van Slichtenhorststraat, dat sinds 2000 een rijksmonument is. Ook werd hij in dat jaar lid van het permanente organisatiecomité van het 'congrès international d'habitation en bon marché' (internationale congres van betaalbare huisvesting) gevestigd te Brussel [10 congressen in 24 jaar]. In 1890 werd hij benoemd tot directeur van Gemeentewerken, waaronder de Gemeentelijke Telefooninrichting Arnhem als opvolger van de eerste directeur Isaac Lindo. Gedurende de elf jaren van zijn directeurschap was Tellegen (mede) verantwoordelijk voor de sanering van de wijk Klarendal, de aankoop van het landgoed Sonsbeek en de uitbreidingsplannen van de Transvaalbuurt en Lombok. Hij liet rioleringen aanleggen (noodzakelijk gezien de cholera-uitbraken in de stad) en maakte de stedenbouwkundige plannen voor Arnhem, die bijdroegen aan de rijksmonumenten die daar gebouwd werden. Kortom hij werkte aan de stadsverbetering door krotopruiming, restauratie en stadsuitbreiding, waarbij het Park Sonsbeek in 1899 werd aangekocht.

### Amsterdam
Na het ineenstorten van negen in aanbouw zijnde panden in de Jan Pieter Heijestraat en twee panden in de Wilhelminastraat in de Kinkerbuurt te Amsterdam bij een storm in januari 1899 werd besloten om een dienst Bouwtoezicht in te voeren tegen de inferieure revolutiebouw. Als deskundige werd Tellegen in 1900 gevraagd als directeur. Het werd naar zijn wens de afdeling Bouw- en Woningtoezicht (toezicht op nieuwe en oude woningen en controle met de Hinderwet). Hij wilde graag een Woningverordening voor Amsterdam op te stellen, ook als er geen landelijke Woningwet zou komen. Zo werd de Dienst Bouw- en Woningtoezicht opgericht met Tellegen als directeur met ingang van 1 april 1901. Als zodanig zette hij zich in voor de volkshuisvesting volgens de in 1902 in werking getreden Woningwet. Om deze wet kracht bij te zetten stelde hij de 'Amsterdamsche Bouwverordening' met 343 artikelen op, die 5 juni 1905 door de gemeenteraad werd aangenomen. Deze werd door projectontwikkelaars en architecten als zeer beperkend ervaren, omdat 'alkoofwoningen' en kelderwoningen, waarin kamers zonder daglicht en ventilatie, toiletten zonder waterspoeling en gootstenen zonder afvoer verboden werden, maar bleek voor de bouw van 'volkswoningen' zeer effectief. Hij werd beschuldigd van het voeren van een schrikbewind door het onbewoonbaar verklaren van woningen. Wat hij pas deed na een persoonlijk bezoek en het geven van de mogelijkheid van een jaar uitstel om te voldoen aan de eisen van de bouwverordening als de situatie dat toeliet. Afbraak gebeurde vooral in de wijken Uilenburg en Jordaan. Tellegen is - samen met Keppler en Wibaut - mede een drijvende kracht geweest achter de bouw van het monumentale tuindorp Vogeldorp in Amsterdam-Noord. Ook hechtte Tellegen, zelf in de tijd een ontwerper van gebouwen en parken (Florapark), er waarde aan dat belangrijke architecten betrokken werden bij de volkshuisvesting. Er werden woningen in de Amsterdamse Schoolstijl gebouwd, zoals De Dageraad door Michel de Klerk en Piet Kramer tegenover zijn latere monument.
Hij raakte oververmoeid door hartklachten en was onder behandeling van prof. Pieter Ruitinga van de Gemeente universiteit. Aan hem werd aanbevolen rust te nemen. Zijn laatste gemeenteraadsvergadering was 28 januari 1921. Floor Wibaut, de wethouder, was zijn tijdelijke plaatsvervanger. Hij maakte een reis per boot naar Genua en Napels om zijn zwager Dirk Fock (1858-1941) en zijn dochter Johanna, die zijn secretaresse was, die naar Nederlands-Indië gingen, uit te zwaaien.
In de Staatscourant van 22 februari 1921 werd het besluit bekendgemaakt van de herbenoeming van Burgemeester Tellegen. Hij overleed echter enige dagen na zijn terugkomst van zijn reis in zijn slaap thuis op 61-jarige leeftijd.

## Familie

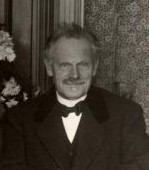
Jan Willem Tellegen in 1920

Tellegen was een lid van het Nederlands Patriciaatsgeslacht Tellegen en een zoon van prof. mr. Bernardus Tellegen (1823-1885) en Johanna Sepina Boldewina Adriana barones van Ittersum (1831-1910), lid van de familie Van Ittersum. Hij trouwde in 1887 met Alida Johanna Jacoba Fock (1865-1941), dochter van de Amsterdamse burgemeester mr. Cornelis Fock (1828-1910), en lid van het patriciaatsgeslacht Fock. Uit dit huwelijk werden vijf kinderen geboren, onder wie Marie Anne Tellegen (1893-1976). Een naar hem vernoemde kleinzoon, Jan Willem Cornelis Tellegen (1913-1989), was lange tijd burgemeester van Wijhe.

## Erkenning en nagedachtenis

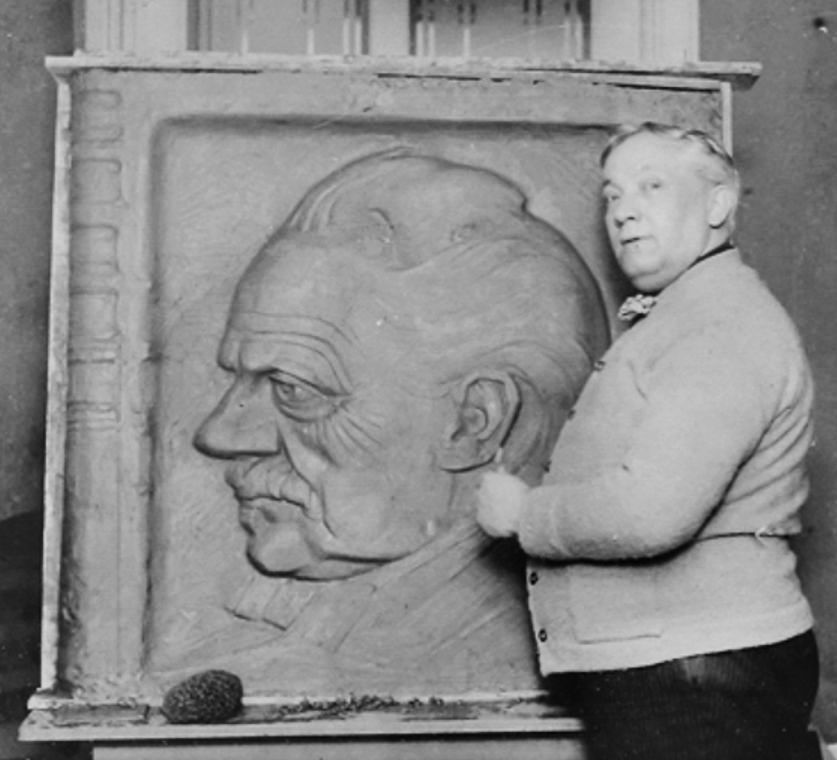
Chris van der Hoef bij het profiel van Burgemeester Tellegen in zijn atelier in 1923

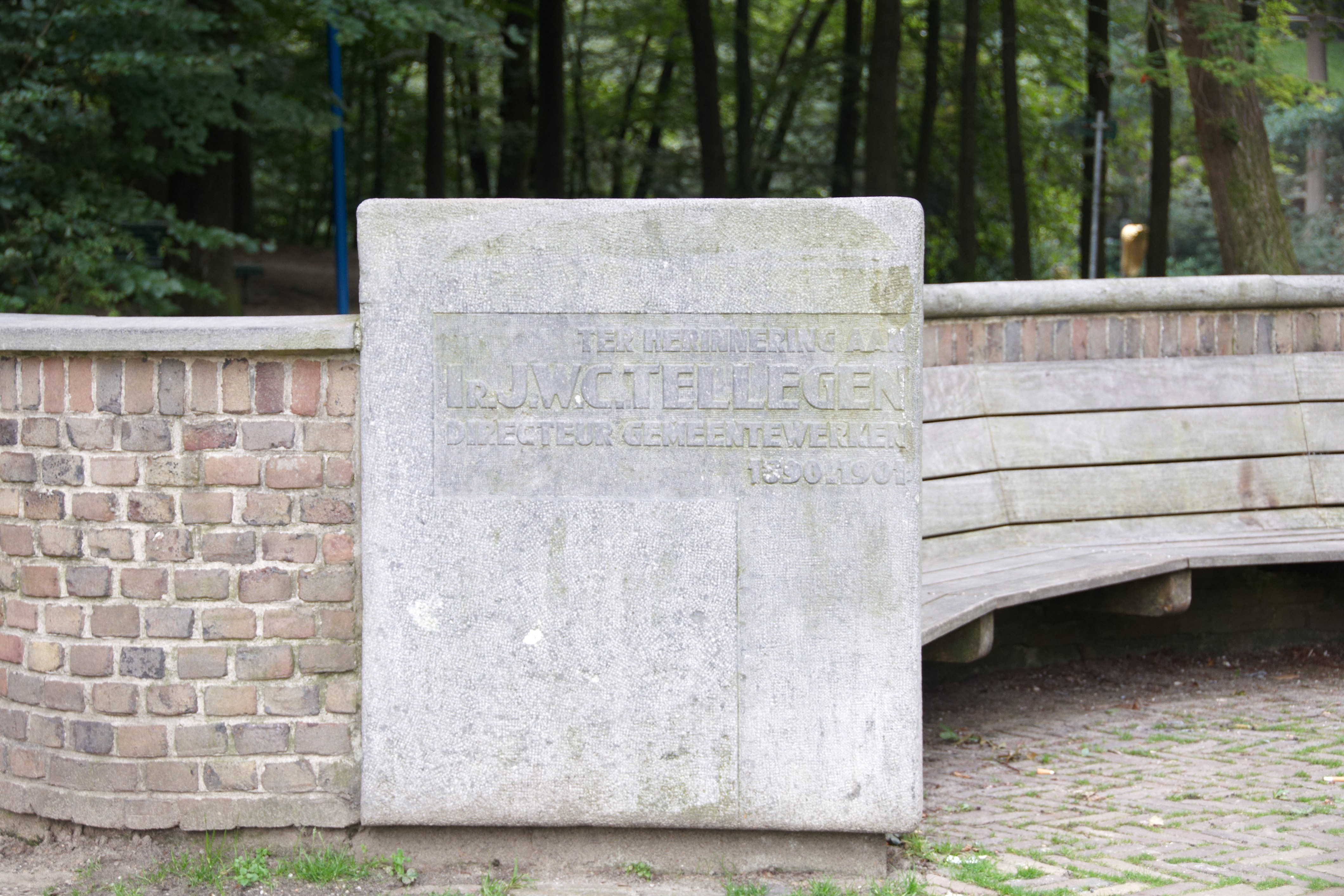
Gedenksteen bij een bank in park Sonsbeek, Arnhem met de tekst "ter herinnering aan Ir. J.W.C. Tellegen directeur gemeentewerken 1890-1901"

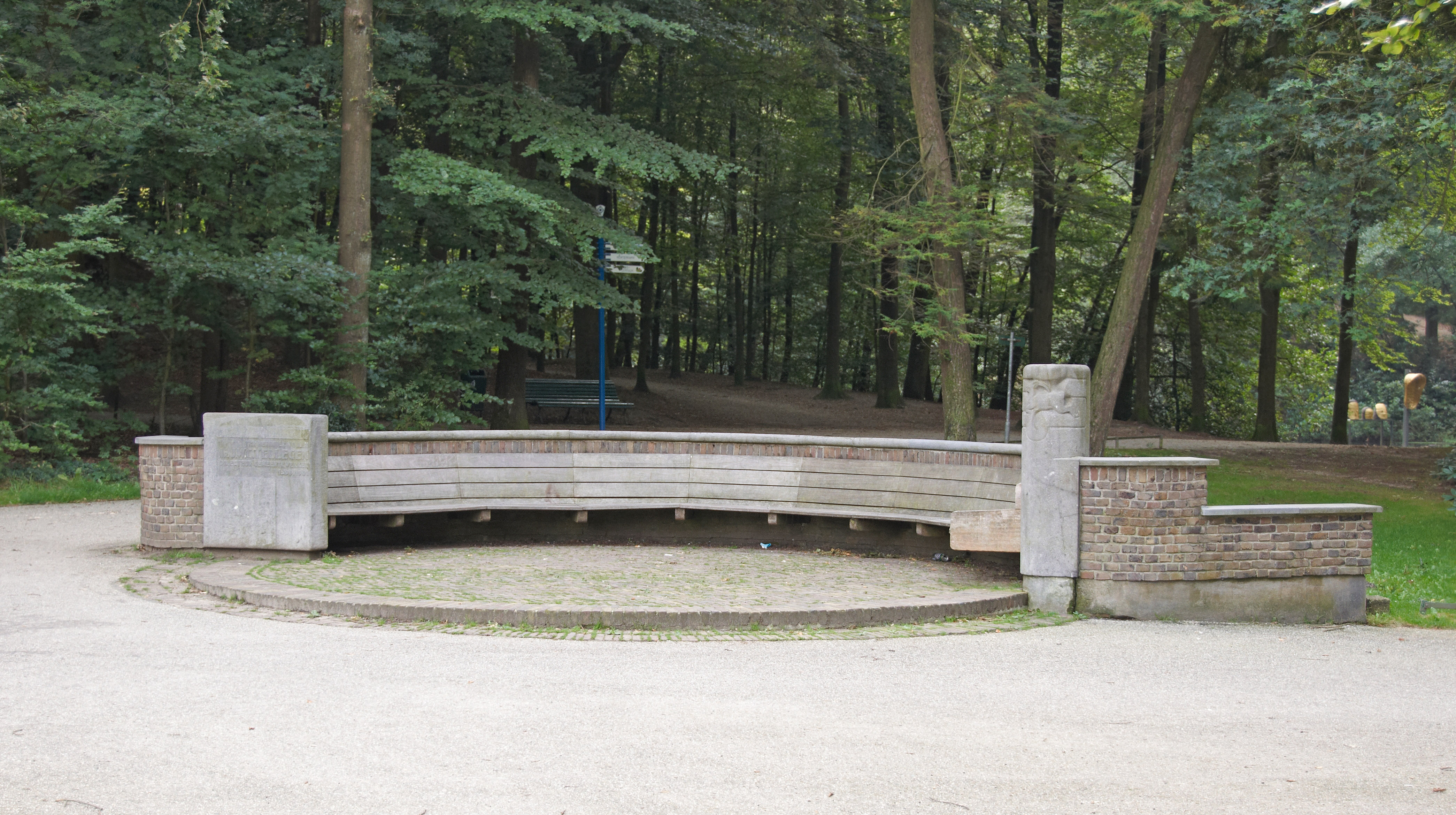
Tellegenbank in de vorm van een stibadium 1928

- Van burgemeester Tellegen werd een portret geschilderd door Martin Jonas (1878-1944) gedateerd  1921 dat in het bezit is van het Amsterdam Museum.[8][9]
- Op 23 april 1921 besloot de Gemeenteraad Arnhem om de laan van de hoofdingang van park Sonsbeek tot de vijver de Tellegenlaan te noemen. Men ging tevens akkoord met de besteding van de geldelijke schenkingen tot het planten van een mammoetboom in park Sonsbeek ter zijner gedachtenis. (Het geld werd echter voor een andere herinnering gebruikt in Park Sonsbeek in februari 1928).
- De gemeenteraad van Rheden besliste op 30 juni 1921 om in Dieren een laan te vernoemen naar J.W.C. Tellegen in een nieuwe buurt met namen van volkshuisvesters.
- Op 22 april 1923 was de opening van de expositie van de maquette van het herdenkingsteken gemaakt door Chris van der Hoef, winnaar van de prijsvraag uitgeschreven door het Tellegen-comité van de Federatie van Amsterdamse Woningbouwverenigingen, in het Stedelijk Museum Amsterdam. Er werd toen voorgesteld de plek waar zijn herdenkingmonument zou komen te noemen het Burgemeester Tellegenplein, uitkijkend op de woningen van de Dageraad en van Plan Zuid.[10][11],
- In april 1926 hing bij het 25-jarig jubileum van de Amsterdamse afdeling Bouw- en Woning Toezicht (1901-1926) er aan de muur een portret van burgemeester Tellegen met een In Memoriam krans erom heen.[12]
- Op 17 februari 1927 besloot de gemeenteraad van Amsterdam tot het hernoemen van de Coöperatiestraat naar Burgemeester Tellegenstraat in Amsterdam-Zuid, waar het herdenkingsmonument van J.W.C. Tellegen zou komen.
- Op 23 februari 1928 werd de Tellegenbank, ontworpen door Arnhemse gemeentearchitect Hendrik Barend van Broekhuizen[13] met twee natuurstenen reliëfsculpturen gemaakt door de Arnhemse beeldhouwer Gijs Jacobs van den Hof in het Park Sonsbeek aan de Tellegenlaan te Arnhem, onthuld door zijn weduwe. Het werd in 2006 tot rijksmonument verklaard.[14] De Tellegenbank is gebouwd in de vorm van een stibadium waarvan de beschrijving reeds teruggaat tot Plinius de Jongere.[15]
- Op 4 juni 1929 werd in de Burgemeester Tellegenstraat in de Nieuwe Pijp, deel van Amsterdam-Zuid, voor hem het Monument Burgemeester Tellegen onthuld door zijn weduwe, ontworpen door Piet Kramer, gebeeldhouwd door Chris van der Hoef. Rond zijn gebeeldhouwde profiel-portret van diabaas (doleriet met olivijn) staat de tekst: Burgemeester Tellegen 1859-1921. Gesticht in het jaar 1924 door de Amsterdamsche Woningbouwvereenigingen. Uit dankbaarheid voor den Arbeid verricht in het belang der Volkshuisvesting. Met onder deze tekst links en rechts 5 vogels. Boven het monument bevinden zich een zestal uitkragende natuurstenen gevelstenen met figuratieve voorstellingen uitbeeldende 'Moed', 'Overleg', 'Trouw' en 'Beleid', zoals te lezen aan de onderkant van de beelden, gemaakt door Driekus Jansen van Galen. Dit monument is bevestigd op de muur van de vroegere Leeszaal en vergaderzaal van de Openbare Bibliotheek op het Coöperatiehof, waarmee het samen één rijksmonument vormt sinds 2004.[16][17][18]
- Het Burgemeester Tellegenhuis stond van 1971 tot 1994 aan de Jodenbreestraat te Amsterdam en werd ontworpen door de architecten Piet Zanstra, Ab Gmelig Meyling en Peter de Clercq Zubli. Het werd in 1994 afgebroken.
- 100 jaar na zijn sterfdag op 16 april 2021 werd in het Amsterdamse School Museum De Dageraad, Burgemeester Tellegenstraat 128 te Amsterdam, een expositie geopend over Burgemeester Tellegen met zijn aandeel in de volkshuisvesting en over zijn monument met de betreffende kunstenaars.[19] Er werden ook lezingen met rondleidingen in de buurt gehouden tot 1 oktober 2022.[20]

## Publicaties
- J.W.C. Tellegen, schrijver van de rubriek 'Staten-Generaal' (1886-1890) van De Ingenieur, orgaan der Vereeniging van Burgerlijke Ingenieurs. Weekblad gewijd aan de techniek en de economie van openbare werken en nijverheid. Opgericht in 1886.
- J.W.C. Tellegen (28 december 1895) 'Het nieuwe gebouw voor de Ambachtsschool en avondschool voor handwerkslieden te Arnhem', De Opmerker, bouwkundig weekblad, 30e jaargang, nummer 52 p. 411-414.[21]
- J.W.C. Tellegen (8 februari 1896) 'Het nieuwe gebouw voor de Ambachtsschool en Avondschool voor handwerkslieden te Arnhem', De Opmerker, bouwkundig weekblad, 31e jaargang, nummer 6, pp. 42-44.[22]
- J.W.C. Tellegen. Een en ander over Arnhem gedurende de laatste vijftig jaren in E. van Konijnenburg, J. Veth en A.J. der Kinderen, Gedenkboek uitgegeven ter gelegenheid van het vijftigjarig bestaan van het Koninklijk Instituut voor Ingenieurs 1847-1897. 's-Gravenhage, Van Langenhuysen, 1897. p. 192-194.[23] Herdrukt in A.W. te Riele e.a. 100 jaar werk in uitvoering 1887-1987. Gedenkboek gemeentewerken - Arnhem, Dienst van Gemeentewerken Arnhem, 1987. (Bijdrage van J.W.C. Tellegen. p. 45-72 uit Gemeentegidsen Arnhem 1903-04 en 1904-05).
- E. Fokker, J. Kruseman, W.L.P.A. Molengraaff en J.W.C. Tellegen, Verplichte verzekering van loontrekkenden tegen de gevolgen van invaliditeit en ouderdom, rapport op verzoek van het bestuur der Liberale Unie. Amsterdam, Müller, 1899. IV, 78 p.
- Jacques Oppenheim, Verslag der commissie in zake eene nieuwe regeling van het staatstoezicht op de volksgezondheid, benoemd ingevolge het besluit van de algemeene vergadering der Vereeniging van Burgerlijke Ingenieurs, op 25 september 1897, te ’s-Gravenhage. Vereeniging van Burgerlijke Ingenieurs, 1899. 57 p. (commissieleden Menno Huizinga, M. Sijmons, J.W.C. Tellegen, A. Thomas)[24]
- Jan Willem Tellegen, Die städtischen Boden- und Wohnungsverhältnisse in Holland : VI. Internationaler Wohnungskongress, Düsseldorf, 15.-19. Juni 1902. 10 p. [Konferenzschrift].[25]
- E. Fokker, W.L.P.A. Molengraaff, W.A. Poort, J.W.C. Tellegen, Verplichte verzekering van werklieden tegen de geldelijke gevolgen van invaliditeit en ouderdom Rapport op verzoek van het Bestuur van den Vrijzinnig-Democratische Bond. 's-Gravenhage, Vrijzinnig-Democratische Bond, 1902. 41 p.
- Gemeentelijke exploitatie van ondernemingen. 's-Gravenhage, Vereeniging van Delftsche Ingenieurs, 1902. 51 p. Op voorstel van de leden: J.W.C. Tellegen en Hendrik Albert van IJsselsteyn met het verslag der Commissie van beoordeling en het prae-advies van het Bestuur, ingevolge art. 29 en 30 van het Reglement ; Referaten van de leden: J. de Koning, T. Sanders en F.M. van Veen.[26]
- J. ter Meulen (secretaresse), J. Kruseman (voorzitter), Daniël Josephus Jitta[27], Philip Falkenburg, D. Anderson, J.W.C. Tellegen (advies), Huisvesting van armen te Amsterdam. Haarlem, H.D. Tjeenk Willink & Zoon, 1903.[28]
- J.W.C. Tellegen, H.A. van IJsselsteyn, F.M.L. Kerkhof, J.Th. Gerlings. J. de Koning en Daniël Knuttel, Verslag der Commissie in zake inrichting en wijze van werken der besturen van groote gemeenten, benoemd ingevolge besluit der algemeene vergadering van 24 Jan. 1903. 's Gravenhage, Vereeniging van Delftsche Ingenieurs, 1904.[29]
- J.W.C. Tellegen, Police des logements et inspections sanitaire des habitations. Actes du VIIme congrès international des habitations à bon marché à Liège. 1905.[30]
- J.W.C. Tellegen, secretaris, Hendrik Lodewijk Drucker, voorzitter, Gerard Bruinsma, J.H. Faber, Hendrik Pollema, Charles Ruijs de Beerenbrouck, Jan Schaper, J.M.A. Zoetmulder[31], Rapport van de Commissie tot herziening der Woningwet Congres voor Openbare Gezondheidsregeling. Tijdschrift voor sociale hygiëne, 10, 1908. p. 233-257.[32]
- H.J. Nieboer, J.H. Valckenier Kips, J.W.C. Tellegen; Vereeniging voor de Staathuishoudkunde en de Statistiek.Prae-adviezen over de vragen: Welke gedraglijn moet aan de gemeenten worden aanbevolen in het belang van hare doelmatige uitbreiding? : Zijn er wetswijzigingen noodig om deze gedragslijn mogelijk te maken? : zoo ja, welke? (Betreffende Stadsplanning, Grondspeculatie, Uitbreidingsplannen en Onteigening). 's-Gravenhage, Nijhoff, 1908. XII, 331 p.[33]
- J.W.C. Tellegen, De rede van Mr. van den Biesen.[34] Overdruk uit 'Land en Volk', dagblad van de Vrijzinnig-Democratische Bond, Den Haag, 1908, 15 p.[35]
- J.W.C. Tellegen, Verslag van de woningtelling gehouden in Maart 1909. Amsterdam, Johannes Müller, 1910[36]
- De afsluiting en drooglegging der Zuiderzee Verslag van de Gewapend-Beton Commissie. Leiden, Zuiderzeevereeniging, 1911.[37]
- Verslag van de Commissie tot Onderzoek van Kalkzandsteen. 's Gravenhage, Departement Landbouw, Nijverheid en Handel, 1911.[38]
- Henriette Ide-Oppenheim [in opdracht van de Gemeente Amsterdam], De levensmiddelenvoorziening en het Gemeentebestuur van Amsterdam. Correspondentie tussen het gemeentebestuur van Amsterdam en de regering van augustus 1914 tot augustus 1917. Stadsdrukkerij, 1918.[39]
- Jacques Oppenheim (voorzitter), Verslag van de Staatscommissie tot voorbereiding van de herziening der Gemeentewet. Den Haag, 1920. (Leden: Alex van Lynden van Sandenburg, Dirk Jan de Geer, J. van Leeuwen, Willem van Sonsbeeck, J.W.C. Tellegen en A.C.A. van Vuuren).[40]